# Châtillon-la-Borde
Châtillon-la-Borde – miejscowość i gmina we Francji, w regionie Île-de-France, w departamencie Sekwana i Marna. Jej burmistrzem jest od 2008 r. Hubert Caseaux.
Według danych na rok 1990 gminę zamieszkiwało 201 osób, a gęstość zaludnienia wynosiła 28 osób/km² (wśród 1287 gmin regionu Île-de-France Châtillon-la-Borde plasowało się wtedy na 991. miejscu pod względem liczby ludności, natomiast pod względem powierzchni na miejscu 540.).